# Kulík pobřežní
Kulík pobřežní (Thinornis novaeseelandiae) je malý kulíkovitý pták, který je endemický Novému Zélandu. Jedná se o silně ohrožený druh se zbytkovou populací kolem 250 jedinců (stav k roku 2021). Nejpočetnější populace se vyskytuje na chathamském ostrově Rangatira.

## Systematika
První zmínky o pozorování druhu pochází ze zápisků Johanna Forstera, který druh spatřil v Dusky Sound i Queen Charlotte Sound v roce 1773. První vědecký popis druhu obstaral až Johann Friedrich Gmelin v roce 1789. Gmelin druh pojmenoval jako Charadrius novae Seelandiae a jeho popis vyšel v Systema Naturae. Maorský název druhu je tūturuatu, v moriorštině se označuje jako tchūriwat’.

Vybraná dobová vyobrazení
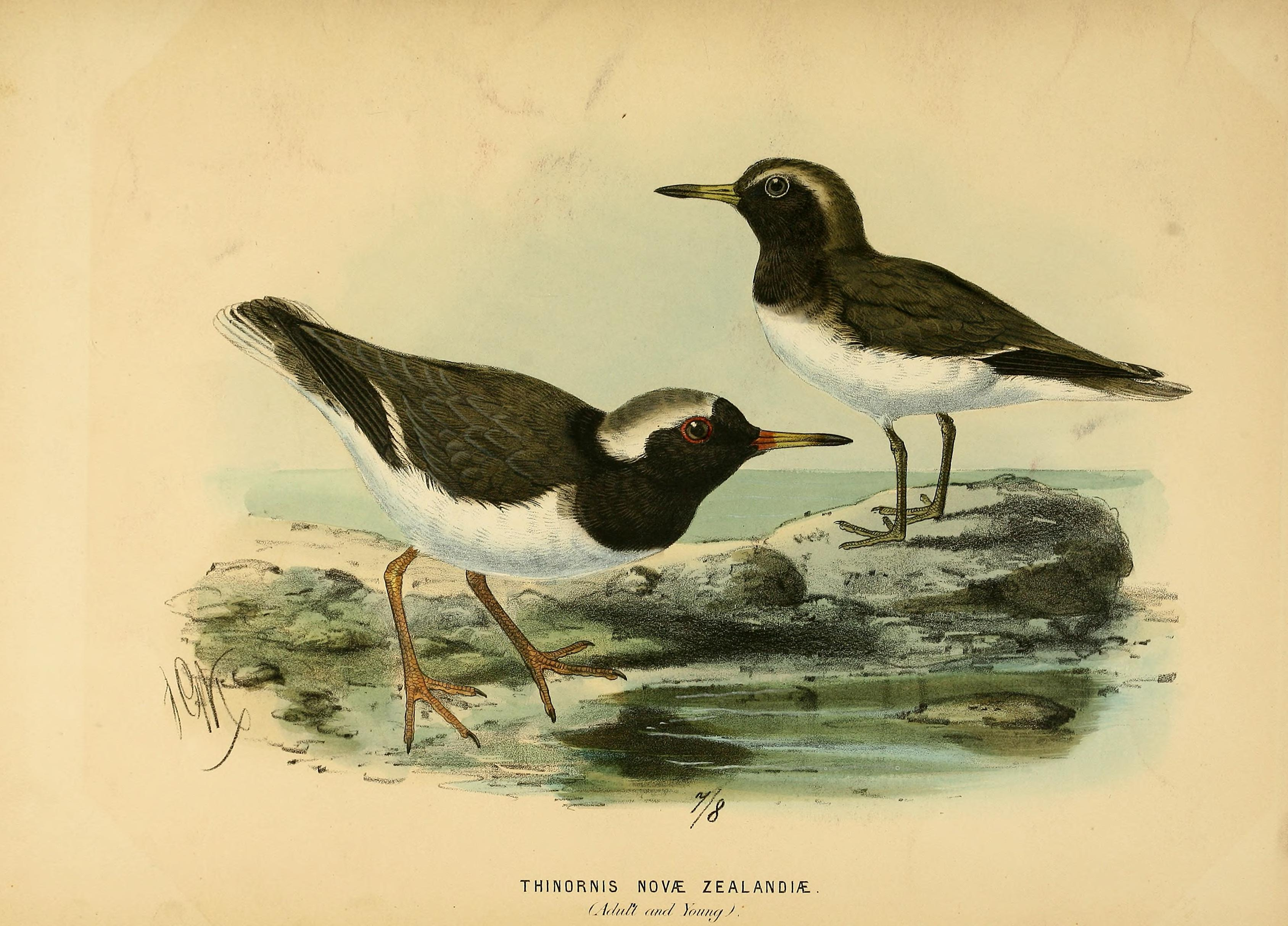
Dospělec (dole) a juvenál, 1873
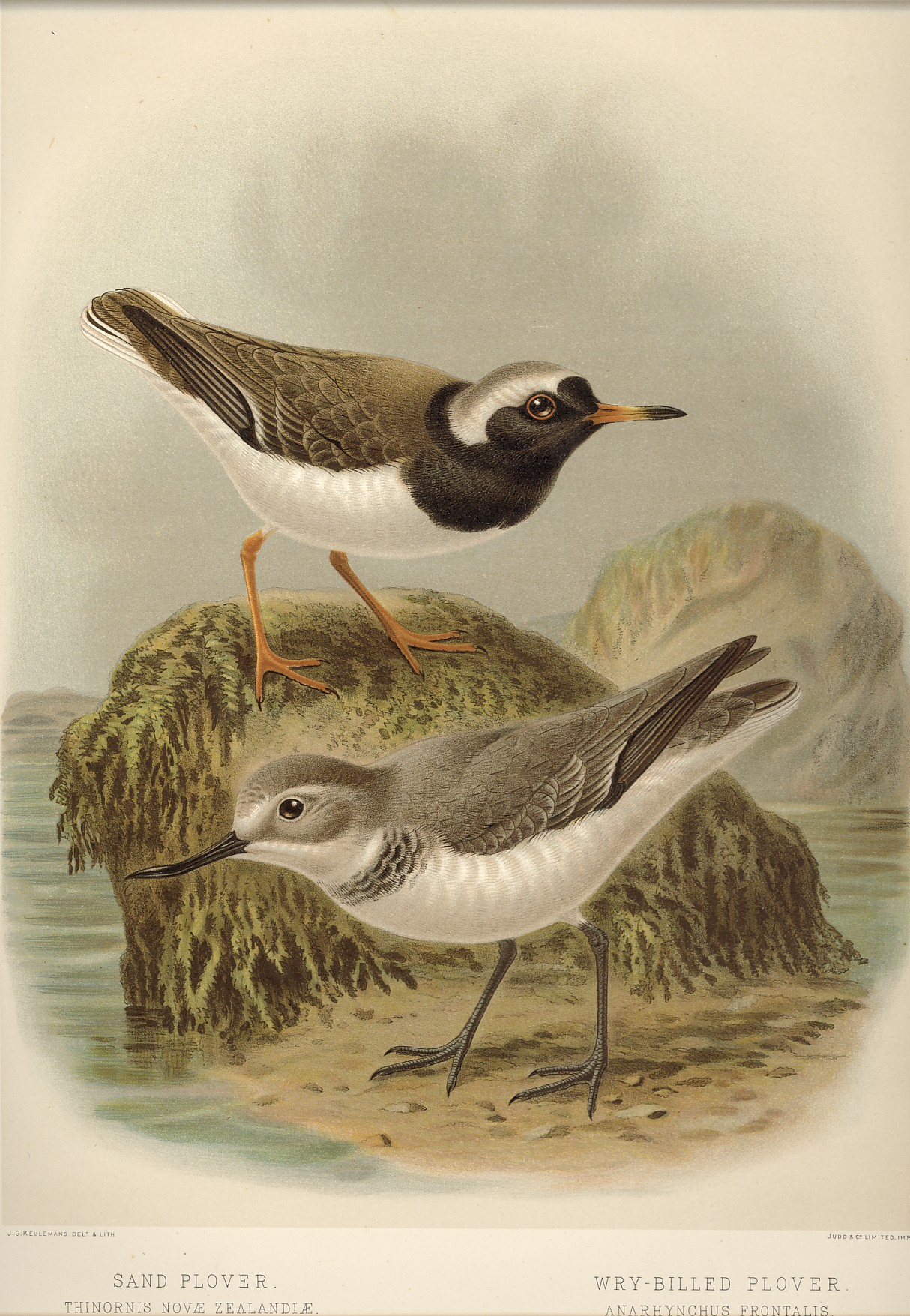
Kulík pobřežní (nahoře) a kulík křivozobý, 1888
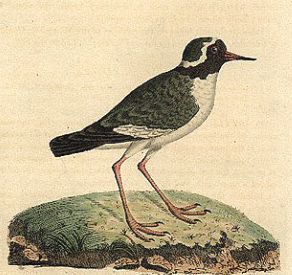
Dospělý jedinec, 1781–1787

## Rozšíření a populace
Kulík pobřežní je endemický k Novém Zélandu. Vyskytuje se na chathamském ostrově Rangatira a dále na několika malých ostrovech bez predátorů (Waikawa v Hawke’s Bay, Motuora, Motutapu, ostrovy Mana aj.), kam byl druh translokován v rámci záchranných prací na ochraně druhu před vyhynutím. Na zmíněných ostrovech se však nachází pouze minimální populace.
Celková populace kulíků pobřežních se k roku 2021 odhadovala na 250 jedinců.

## Popis

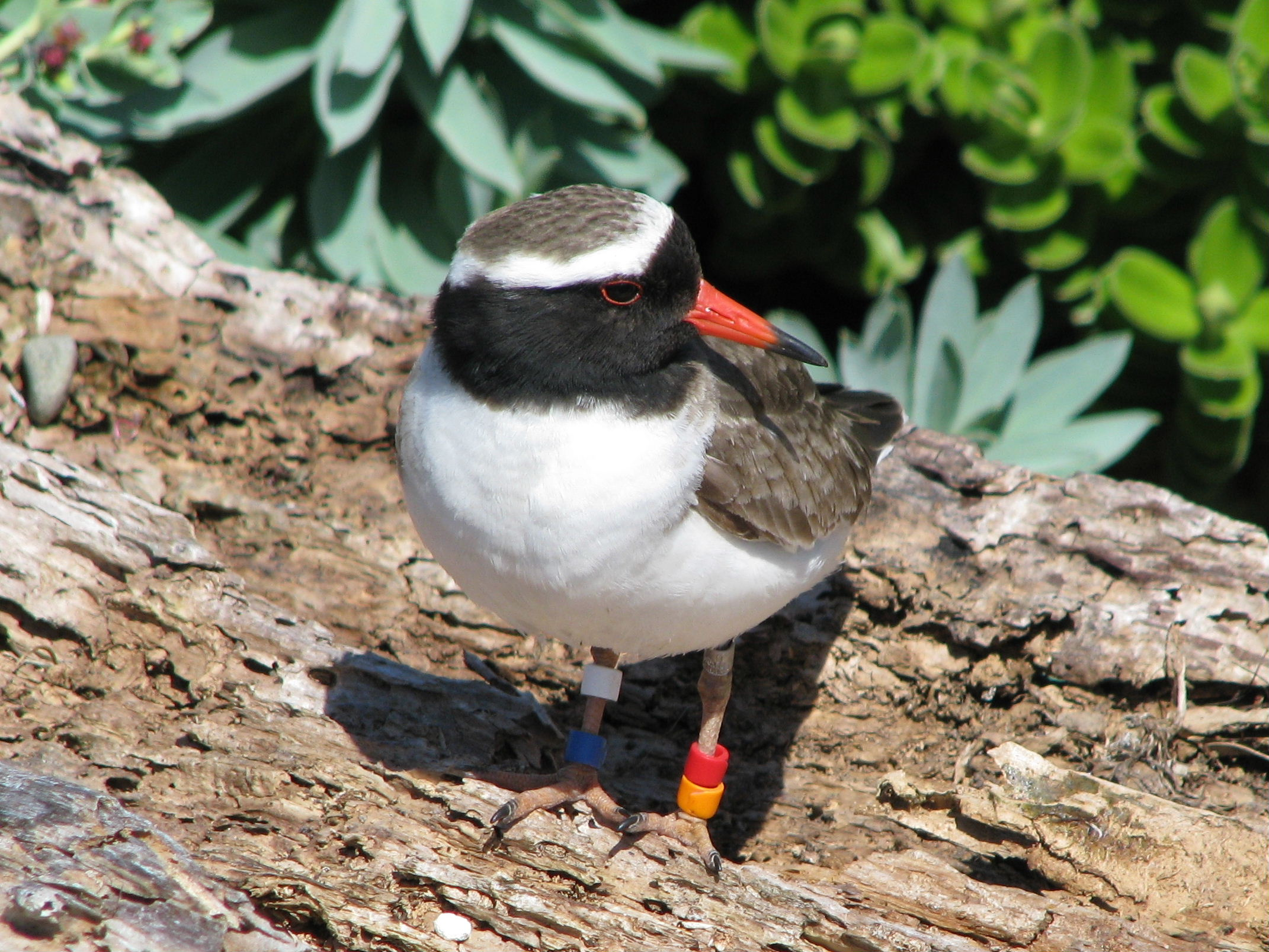
Dospělý kulík

Jedná se o malého přisedlého ptáka s výraznou kresbou na hlavě. Korunka je hnědá, kolem ní se nachází bílé halo, které sahá až k očím. Přes čelo, tváře a bradu se táhne černý límec, který se spojuje na šíji. U samice je tento límec tmavě hnědý. Svrchní strana těla je jinak světle hnědá, spodina je bílá. Zobák je červený s černou špičkou. Duhovky jsou olivově hnědé, oční kroužek je sytě oranžový. Nohy jsou růžovooranžové, drápy černé. Nedospělé jedince lze rozpoznat podle světle hnědého límce přes tváře, bílého obočí a hnědého zobáku, který je u kořene oranžový. Dospělci dosahují délky 20 cm a váhy 60 g.

## Chování
Jedná se o krotké ptáky, ke kterým se lze přiblížit na poměrně malou vzdálenost. Podobně jako řada ostatních kulíkovitých, i kulíci pobřežní jsou v době hnízdění silně teritoriální, avšak po skončení hnízdního období občas tvoří početná hejna, ve kterých společně hřadují i shánějí potravu na podzim a v zimě. Jedná se o zdatné letce, co dokáží ulétnout i stovky kilometrů, nicméně běžně žijí převážně usedavě a většinu času tráví v blízkosti své domovské pláže. Na teritoriích se projevuje hlasitým a dlouhým zvonivým tónem, kontaktní volání představuje je rychlé a krátké čip čip čip. Živí se širokou škálou malých litorálních (korýši, měkkýši) i suchozemských bezobratlých, občas sežerou i malou rybku. K přirozeným predátorům patří racek jižní, moták tichomořský a sovka bubuk.

### Hnízdění

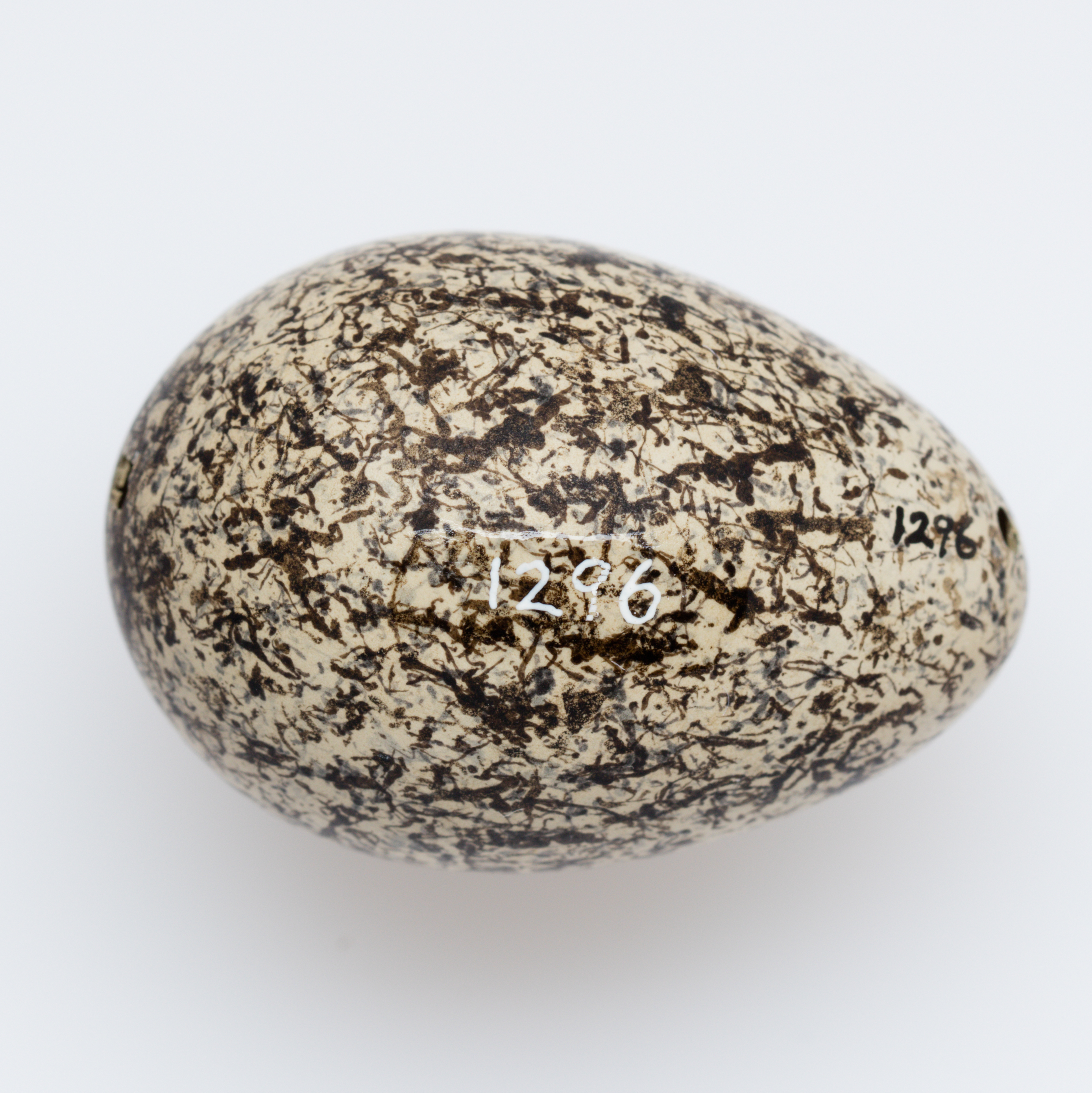
Vejce kulíků pobřežních

Utváří dlouhodobé páry, které spolu zahnizďují na tomtéž místě rok co rok. Jak už druhový název napovídá, kulíci pobřežní hnízdí v pobřežních oblastech, kde využívají takřka jakýkoliv biotop od písčitých pláží, skalnatého či oblázkového pobřeží po wattové pobřeží zátok. Ke snášení vajec dochází od poloviny října do ledna. Na Rangatiře vyvádějí jednu snůšku ročně, avšak v jiných lokalitách většinou dvě. Samice klade 2–3 béžová vejce s černým síťovinovým vzorem ve 3–5 denních intervalech do hnízda skrytého v husté vegetaci či pod balvany. Vejce mívá rozměr 37×26 mm a váží 13 g. Po nakladení poslední vejce partneři započnou s inkubací. Na vejcích se střídají, avšak samice inkubuje častěji.
Nedospělí kulíci se často rozlétnou do poměrně dalekých končin, avšak vykazují vysokou věrnost místu narození, kde se často vrací k vlastnímu zahnízdění. K prvními zahnízdění na ostrově Rangarita dochází ve věku 2–3 let, na jiných lokalitách nebo v zajetí může dojít k zahnízdění již v 1. roce života. Může se dožít nejméně 20 let.

## Ohrožení

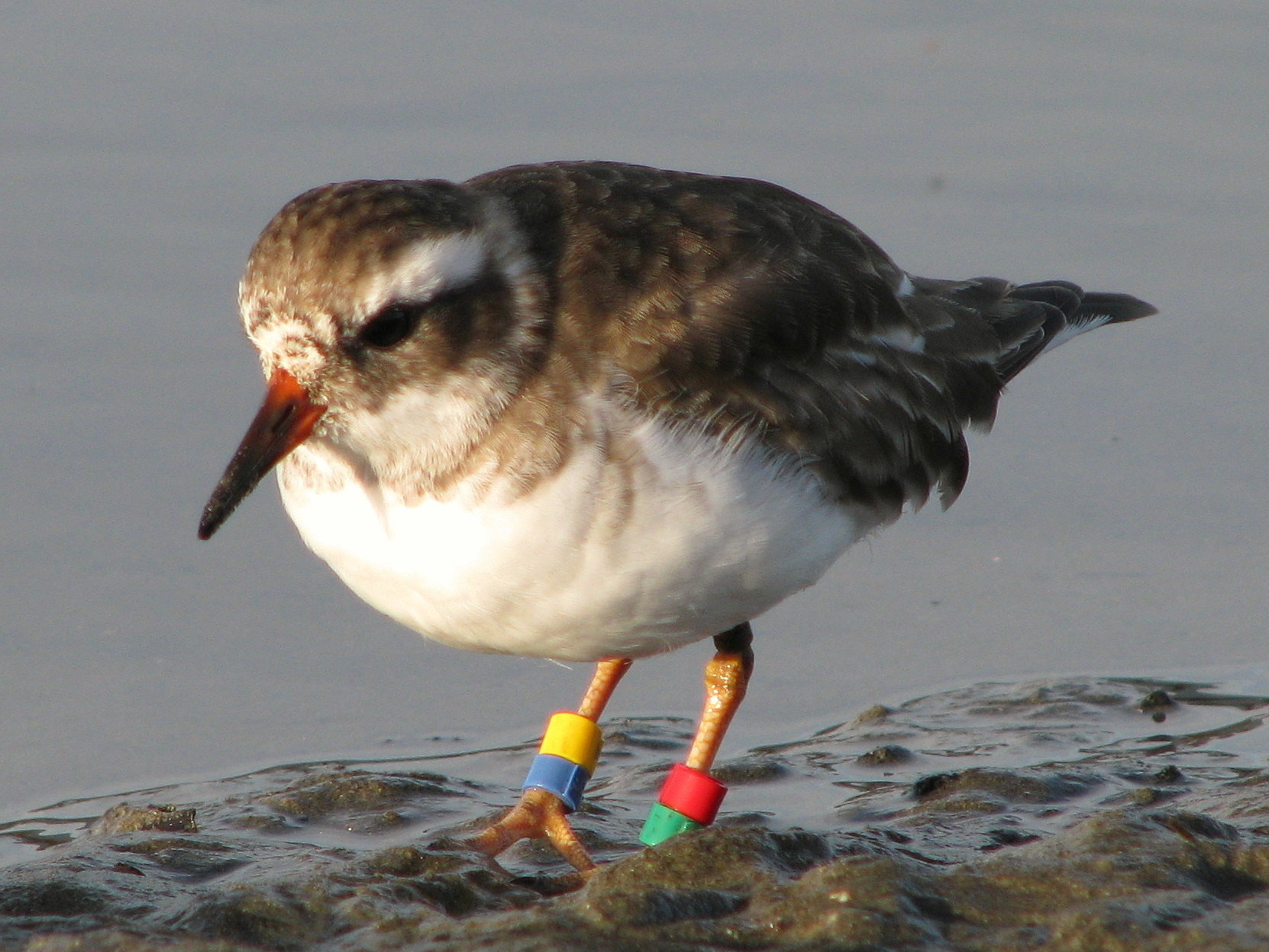
Nedospělý okroužkovaný kulík pobřežní

Ještě v první polovině 19. století byl druh široce rozšířen v pobřežních oblastech Jižního ostrova a alespoň částečně i podél pobřeží Severního ostrova. Následkem introdukce savčích predátorů (krysy, kočky, lasicovité šelmy) však došlo do 70. let 19. století k vyhlazení populace z obou hlavních novozélandských ostrovů. Za hlavní příčinu vymizení druhu se považuje explozivní rozšíření potkana obecného.
Druh našel útočiště na Chathamských ostrovech, avšak i tam z většiny území vymizel po introdukci koček. V roce 1993 se poslední zbytková populace o velikosti 130 jedinců nacházela na chathamském ostrově Rangatira. V roce 1999 bylo nečekaně objeveno 21 kulíků pobřežních na maličkém chathamském ostrově Western Reef, avšak krátce po objevu populace prudce poklesla a poslední samec byl v roce 2003 vzat do chovu do zajetí. Díky intenzivnímu ochrannému managementu druhu se od té doby podařilo mírně navýšit stavy kulíků, a to zejména díky založení nových populací na dalších novozélandských ostrovech bez predátorů. K roku 2016 bylo na nové lokality přemístěno kolem 500 kulíků. Vedle přemístění nedospělých jedinců z volné přírody dochází i k vypouštění mladých kulíků odchovaných v zajetí.
Některé z nových menších populací však z různých důvodů selhaly (invaze krys, nemoci) a některé další zatím nedosáhly udržitelných počtů. Pokračující problém jsou hlavně invazivní druhy savčích predátorů, na které jsou kulíci extrémně citliví. Mezinárodní svaz ochrany přírody proto druh k roku 2016 hodnotil jako ohrožený, nicméně jedním dechem dodával, že kulík pobřežní jen krůček od hodnocení jako kriticky ohrožený. Populace druhu je extrémně malá, nicméně stabilní, případně na mírném vzestupu.